# 高野フミ
高野 フミ（たかの フミ、女性、1914年10月8日 - 2013年12月7日）は、日本の英文学者。
兵庫県生まれ。旧姓・河瀬。1936年津田英学塾卒業。37年同校教諭、47年津田塾大学助教授、1954年ラドクリフ大学大学院修士課程修了。56年津田塾大教授、83年定年退任、名誉教授、津田塾会理事長。1980 - 83年国際大学婦人連盟（IFUW）会長。1985年勲三等瑞宝章受勲。専門はアメリカ文学だが、女性解放、女子教育などに関心が深かった。

## 著書
- 『わたくしの女子教育論』IDE教育選書 民主教育協会 1967

### 編著
- 『小学館プログレッシブ和英中辞典』近藤いね子共編 小学館 1986
- Margaret Drabble in Tokyo（編）研究社、c1991
- 『『アンクル・トムの小屋』を読む 反奴隷制小説の多様性と文化的衝撃』編 彩流社 2007

### 翻訳
- KABUKI 研究社、1956
- パール・バック『天使・新しい道』石井貞修共訳 英宝社 英米名作ライブラリー 1957
- ヘンリー・ジェイムズ『アメリカ人』現代アメリカ文学全集 荒地出版社 1958
- ウィラ・キャザー『ロシッキー父さん 他』田辺五十鈴共訳 南雲堂 双書20世紀の珠玉 1960
- ケート・ミレット他『ウーマン・リブ 女性は何を考え、何を求めるか?』共訳 早川書房 1971
- レディ・バード・ジョンソン『大統領夫人日記 ホワイトハウスの5年間』牧田松子共訳 番町書房 1973
- ハナ・アーレント『暴力について』みすず書房 1973
- マーガレット・ドラブル,津島佑子『キャリアと家族 対談』岩波ブックレット 1990
- 『ナディン・ゴーディマは語るアフリカは誰のものか』監訳 岩波ブックレット 1993